# Polystichum chilense
Polystichum chilense là một loài thực vật có mạch trong họ Dryopteridaceae. Loài này được (H. Chr.) Diels miêu tả khoa học đầu tiên.